# Place de Belfort
La place de Belfort (en occitan : plaça de Belfòrt) est une voie de Toulouse, chef-lieu de la région Occitanie, dans le Midi de la France.

## Situation et accès

### Description
La place de Belfort est une voie publique. Elle se trouve dans le quartier de Matabiau, dans le secteur 1 - Centre.
Elle forme un carré régulier de 50 mètres de côté, pour une superficie totale de 2 500 m2.
La chaussée compte une seule voie de circulation automobile à sens unique, faisant le tour de la place dans le sens anti-horaire. Elle appartient à une zone de rencontre et la vitesse y est limitée à 20 km/h. Il n'existe pas de piste, ni de bande cyclable, quoiqu'elle soit à double-sens cyclable.

### Voies rencontrées
La place de Belfort rencontre les voies suivantes, dans l'ordre des numéros croissants :
1. Rue Denfert-Rochereau
2. Rue Héliot
3. Rue Caffarelli
4. Rue de Belfort
5. Rue Bertrand-de-Born
6. Rue Maynard
7. Rue Caffarelli
8. Rue de Belfort

## Odonymie

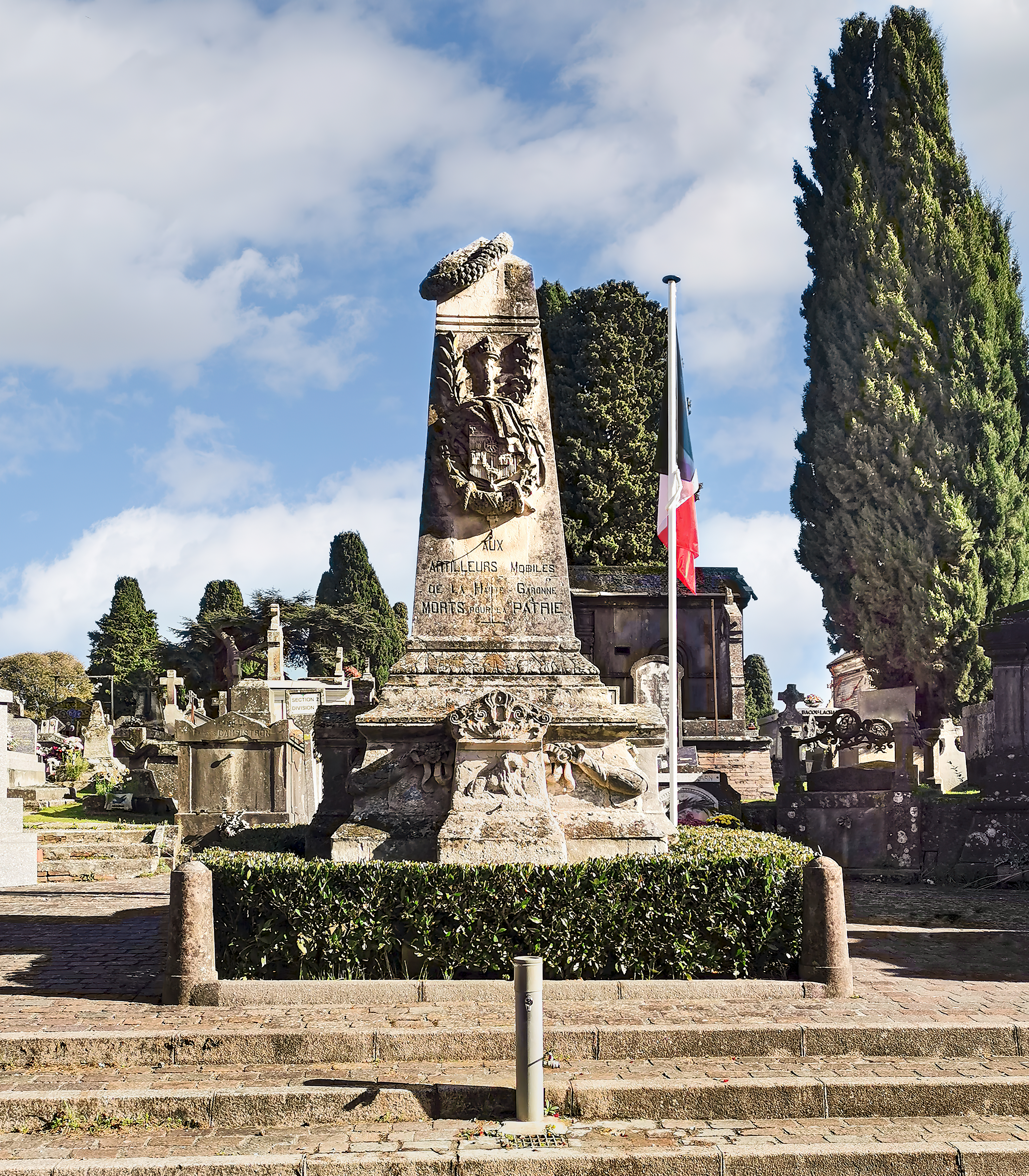
Monument aux « artilleurs mobiles de la Haute-Garonne » morts à la défense de Belfort.

La place, aménagée en 1845, est nommée d'abord d'après le Castelet, du nom d'un domaine agricole qui se trouvait là. En 1860, il fut proposé de la renommer place Héliot, comme une rue voisine, en commémoration de l'abbé Benoît d'Héliot (1695-1779), professeur des Libertés de l'Église gallicane à l'université, vicaire général de l'archevêque Étienne-Charles de Loménie de Brienne et fondateur de la bibliothèque du Clergé.
Le 9 mars 1871, par décision du conseil municipal dirigé par Léonce Castelbou, la rue est nommée en commémoration de la défense de Belfort, livrée du 3 novembre 1870 au 18 février 1871, lors de la guerre franco-allemande, à laquelle participèrent deux batteries d'artillerie de la garde mobile de la Haute-Garonne : il existe, au cœur du cimetière de Terre-Cabade, un monument érigé en leur souvenir. D'ailleurs, au cours des années suivantes, le conseil municipal s'attacha à honorer la mémoire de cette guerre par plusieurs noms de rues : la rue d'Alsace-Lorraine, la rue de Belfort et la rue de Metz en 1871, la rue de Phalsbourg (actuelle rue Paul-Mériel) et le boulevard de Strasbourg en 1873, la rue de Thionville en 1876, la rue de Chateaudun et la rue de Verdun en 1878, la rue de Coulmiers en 1882, la rue de Toul en 1883. Enfin, depuis 1879, une rue du quartier porte le nom d'Aristide Denfert-Rochereau, colonel qui dirigea les forces françaises lors du siège.